# Issoria anna
Issoria anna är en fjärilsart som beskrevs av Blanchard 1852. Issoria anna ingår i släktet Issoria och familjen praktfjärilar. Inga underarter finns listade i Catalogue of Life.